# Доннарумма, Антонио
Анто́нио Доннару́мма (итал. Antonio Donnarumma; род. 7 июля 1990, Кастелламмаре-ди-Стабия, Кампания) — итальянский футболист, вратарь клуба «Торино».

## Клубная карьера
Антонио Доннарумма начинал свою карьеру в системе клуба «Юве Стабия». В 2005 году он присоединился к академии именитого «Милана». С 2010 по 2012 годы он выступал на правах аренды в клубах «Пьяченца» и «Губбио». В 2012 году состоялся переход Доннаруммы в «Дженоа». Свою единственную игру за генуэзцев голкипер провёл 19 мая 2013 года. Это была встреча с «Болоньей» в рамках чемпионата Италии. Сезон 2014/15 Антонио отыграл на правах аренды за «Бари». В 2016 году голкипер перешёл в греческий «Астерас», за который провёл только один сезон.
Летом 2017 года Антонио Доннарумма снова стал игроком «Милана», его переход стал частью сделки по продлению контракта с Джанлуиджи Доннаруммой. За четыре сезона сыграл один матч в еврокубках (2018) и одну игру в Кубке Италии (2020).
20 августа 2021 года Доннарумма перешёл в «Падову».

## Личная жизнь
Младший брат — Джанлуиджи Доннарумма, также футбольный вратарь, чемпион Европы 2020 года в составе сборной Италии.